# Associazione Sportiva Calcio Seregno 1941-1942
Questa voce raccoglie le informazioni riguardanti  l'Associazione Sportiva Calcio Seregno nelle competizioni ufficiali della stagione 1941-1942.

## Rosa
| N. |                   | Ruolo | Calciatore        |
| -- | ----------------- | ----- | ----------------- |
|    | Italia (bandiera) | A     | C. Barzaghi       |
|    | Italia (bandiera) | C     | A. Basilico       |
|    | Italia (bandiera) | A     | Ennio Bianchi     |
|    | Italia (bandiera) | A     | Franco Canali     |
|    | Italia (bandiera) | P     | Carlo Cappelletti |
|    | Italia (bandiera) | D     | Albino Casartelli |
|    | Italia (bandiera) | D     | Eugenio Cestari   |
|    | Italia (bandiera) | D     | Felice Como       |
|    | Italia (bandiera) | A     | A. Confalonieri   |
|    | Italia (bandiera) | P     | Giovanni Galliani |
|    | Italia (bandiera) | A     | Luigi Galliani    |
|    | Italia (bandiera) | C     | Giuseppe Gavazzi  |

| N. |                   | Ruolo | Calciatore        |
| -- | ----------------- | ----- | ----------------- |
|    | Italia (bandiera) | A     | Carlo Maggi       |
|    | Italia (bandiera) | A     | Attilio Marazzini |
|    | Italia (bandiera) | D     | Filippo Marelli   |
|    | Italia (bandiera) | P     | Angelo Mariani    |
|    | Italia (bandiera) | A     | G. Regorda        |
|    | Italia (bandiera) | C     | L. Spinelli       |
|    | Italia (bandiera) | C     | Ernesto Stuppi    |
|    | Italia (bandiera) | C     | Angelo Trabattoni |
|    | Italia (bandiera) | D     | Nando Valletti    |
|    | Italia (bandiera) | A     | A. Viganò         |
|    | Italia (bandiera) | C     | Antonio Vismara   |